# Hexathele
Hexathele Ausserer, 1871 è un genere di ragni appartenente alla famiglia Hexathelidae.

## Distribuzione
Tutte le 20 specie note di questo genere sono diffuse in Nuova Zelanda.

## Tassonomia
Questo genere è stato trasferito negli Hexathelidae dalla famiglia Dipluridae a seguito di un lavoro di Raven del 1980.
Attualmente, a giugno 2012, si compone di 20 specie:
- Hexathele cantuaria Forster, 1968 — Nuova Zelanda
- Hexathele cavernicola Forster, 1968 — Nuova Zelanda
- Hexathele exemplar Parrott, 1960 — Nuova Zelanda
- Hexathele hochstetteri Ausserer, 1871[2] — Nuova Zelanda
- Hexathele huka Forster, 1968 — Nuova Zelanda
- Hexathele huttoni Hogg, 1908 — Nuova Zelanda
- Hexathele kohua Forster, 1968 — Nuova Zelanda
- Hexathele maitaia Forster, 1968 — Nuova Zelanda
- Hexathele nigra Forster, 1968 — Nuova Zelanda
- Hexathele otira Forster, 1968 — Nuova Zelanda
- Hexathele para Forster, 1968 — Nuova Zelanda
- Hexathele petriei Goyen, 1887 — Nuova Zelanda
- Hexathele pukea Forster, 1968 — Nuova Zelanda
- Hexathele putuna Forster, 1968 — Nuova Zelanda
- Hexathele ramsayi Forster, 1968 — Nuova Zelanda
- Hexathele rupicola Forster, 1968 — Nuova Zelanda
- Hexathele taumara Forster, 1968 — Nuova Zelanda
- Hexathele waipa Forster, 1968 — Nuova Zelanda
- Hexathele waita Forster, 1968 — Nuova Zelanda
- Hexathele wiltoni Forster, 1968 — Nuova Zelanda

### Specie trasferite
- Hexathele fentoni Hickman, 1936; trasferita al genere Plesiothele Raven, 1978[1].
- Hexathele montana Hickman, 1927; trasferita al genere Teranodes Raven, 1985[1].
- Hexathele terraereginae Raven, 1976; trasferita al genere Bymainiella Raven, 1978[1].

### Sinonimi
- Hexathele sandersoni Todd, 1945; posta in sinonimia con H. hochstetteri Ausserer, 1871 a seguito di uno studio di Forster del 1968[1].
- Hexathele websteri Hogg, 1908; posta in sinonimia con H. hochstetteri Ausserer, 1871 a seguito di un lavoro di Chamberlain del 1944[1].